# François Pierre Ingrand
François Pierre Ingrand (né le 9 novembre 1756 à Usseau et mort le 21 juillet 1831 à Paris) est un avocat, député en 1791, membre de la Convention, député aux Conseil des Cinq-Cents.

## Biographie
Issu d'une famille protestante victime de la révocation de l'édit de Nantes, il était fils d'un ancien échevin de l'hôtel de ville de Poitiers. Il fit ses études classiques et son droit à Poitiers, se fit recevoir avocat, et exerça à Châtellerault. Le 9 décembre 1787, il adressa à l'assemblée provinciale du Poitou un Mémoire pour l'établissement d'une Société d'agriculture. 
En 1789, Ingrand est élu représentant suppléant du tiers-état pour la sénéchaussée de Châtellerault aux États-généraux. Il n'est pas appelé à y siéger. 
En octobre 1791, Ingrand est élu député du département de la Vienne, le huitième et dernier, à l'Assemblée nationale législative. En mars 1792, il vote en faveur de la mise en accusation de Bertrand de Molleville, le ministre de la Marine. En avril, il vote pour que les soldats du régiment de Châteauvieux, qui s'étaient mutinés lors de l'affaire de Nancy, soient admis aux honneurs de la séance. En août enfin, il vote en faveur de la mise en accusation du marquis de Lafayette. 
La monarchie française prend fin à la suite de l'insurrection du 10 août 1792. En septembre, Ingrand est réélu député de la Vienne, le deuxième sur huit, à la Convention nationale. Il siège sur les bancs de la Montagne. Lors du procès de Louis XVI, il vote la mort et rejette l'appel au peuple et le sursis à l'exécution. En avril 1793, il rejette la mise en accusation de Jean-Paul Marat, déclarant que celui-ci « n'a cessé de servir avec chaleur et succès la cause de la liberté, en démasquant avec le plus grand courage les traîtres les plus accrédités ». En mai, il vote contre le rétablissement de la Commission des Douze.
Membre du Comité de sûreté générale (21 janvier 1793), à sa sortie, il fut envoyé en mission dans la Vienne. Parti de Paris le 15 brumaire an II, il trouva les prisons de Poitiers pleines de détenus, demanda un tribunal révolutionnaire, fit arrêter Thibaudeau père comme suspect de fédéralisme ; mais Thibaudeau fils réclama et obtint l'élargissement de son père et le rappel d'Ingrand, qui avait largement justifié la lettre de recommandation de Piorry aux jacobins de Poitiers : « Vigoureux sans-culottes, je vous ai obtenu le patriote Ingrand pour aller dans vos murs. Songez qu'avec ce bon b... de montagnard, vous pouvez tout faire, tout briser, tout renverser, tout incendier, tout déporter, tout guillotiner, tout régénérer ».
La Société populaire de Poitiers, jalouse de le seconder, avait établi une « bouche de fer », boîte destinée à recevoir les dénonciations anonymes. Un de ses arrêtés, du 19 frimaire an II, était ainsi conçu : « Considérant que les ministres d'un Dieu de paix ont inondé la terre d'assassinats, de meurtres et de carnages... le représentant du peuple arrête : que les citoyens morts, de quelque secte qu'ils soient, seront conduits, vingt-quatre heures après le décès, quarante-huit en cas de mort subite, au lieu destiné à la sépulture commune, couverts des couleurs nationales, que le lieu commun où reposeront les cendres des morts ne conservera d'autre signe extérieur que cette inscription : “Ici nos frères ont rendu à la nature ce qu'ils avaient reçu d'elle” ». Ardent contre « le fanatisme », il avait éprouvé, sur ce point, de la résistance à Montmorillon, et craignait d'être accusé de tiédeur à Paris. Mais le comité le rassura (27 novembre 1793) : « Continue, lui écrivait-il, à présenter la lumière, mais qu'il ne tombe du flambeau aucune flammèche sulphureuse ». L'influence de Thibaudeau le fit remplacer à Poitiers par Brival, et on le chargea de surveiller les opérations militaires en Vendée ; mais les jacobins de Poitiers réussirent à le faire revenir auprès d'eux, en insistant auprès du Comité de salut public. Il y resta peu, rejoignit l'armée de l'Ouest, et se rendit à Paris où Ruamps lui fit confidence du coup qu'on méditait contre Robespierre. Ingrand refusa d'y prendre part, et revint à Niort : « Je ne suis resté que trente heures à Paris, dit-il ; je les ai passées au Comité de salut public. Vous devez vous attendre très prochainement à un très grand déchirement dans le soin de la Convention ; mais que cela ne vous effraye pas ». Quelques jours après, on apprenait le 9 thermidor. La Convention le rappela le 30 thermidor ; il proposa de décréter que les nouveaux représentants envoyés en mission ne pourraient pas modifier les opérations de leurs prédécesseurs : sa motion fut rejetée ; il prit plusieurs fois la parole sur la nécessité de rendre la confiance aux patriotes et d'imposer silence aux aristocrates, dénonça sans relâche les progrès de la contre-révolution, échappa à la prescription de prairial, et publia à ce moment un compte-rendu de ses missions en réponse aux dénonciations envoyées de Poitiers contre lui. Les bons offices de Creuzé-Latouche, son parent, alors membre influent du comité de Constitution, firent qu'il ne fut pas inquiété.
Après la session de la Convention, Ingrand fut élu, le 23 vendémiaire an IV, député du Puy-de-Dôme au Conseil des Cinq-Cents, par 221 voix (433 votants). Il siégea dans cette assemblée jusqu'en 1797, puis fut nommé inspecteur des forêts dans l'Oise et dans l'Aisne. Il exerçait encore ces fonctions lorsque la loi du 12 janvier 1816 contre les régicides le força de quitter la France. Il se retira à Bruxelles, où, sans être riche, il vécut de douze cents francs de rente viagère, provenant de l'arrentement de sa maison à Usseau. De retour en France après les journées de juillet, il se fixa à Paris, au faubourg Saint-Antoine, où il mourut, moins d'un an après, âgé de 75 ans. Le docteur Vidal, son compatriote, prononça une allocution sur sa tombe.
Il avait épousé, à Saint-Michel de Poitiers, le 15 mai 1787, Marie Garat, fille de feu Jean, avocat au parlement, et de feu Marie-Madeleine Adélaïde Garnier.

## Mandats
- 03/09/1791 - 20/09/1792 : Vienne - Gauche
- 04/09/1792 - 26/10/1795 : Vienne - Montagne
- 15/10/1795 - 20/05/1797 : Puy-de-Dôme - Gauche

## Travaux législatifs
- Convention nationale. Addition au Compte-rendu à la Convention nationale, le 18 pluviôse, en exécution du décret du 21 nivôse an III, Imprimé par ordre de la Convention nationale. Paris, Imprimerie nationale, germinal an III
- Convention nationale. Compte-rendu à la Convention nationale, par Ingrand, ou Précis sur sa conduite dans les départemens, en réponse aux dénonciations faites contre lui par l'administration du département de la Vienne et par quelques habitants de Poitiers. Imprimé par ordre de la Convention nationale. Imprimé par ordre de la Convention nationale. Paris, Imprimerie nationale, prairial an III
- Convention nationale. Compte rendu à la Convention nationale, en exécution du décret du 21 nivôse an III, par Ingrand, représentant du peuple, de la dépense faite pendant les différentes missions qu'il a remplies, par ordre de la Convention nationale et de ses comités, depuis le 28 août (vieux style) an II jusqu'au 18 fructidor dernier. Imprimé par ordre de la Convention nationale. (15 pluviôse an III.). Paris, Imprimerie nationale, pluviôse an III